# Guido Puccio
Guido Puccio (Catanzaro, 1º marzo 1894 – Catanzaro, 8 aprile 1980) è stato un giornalista, anglista e scrittore italiano di romanzi d'avventura.

## Biografia
Inizia la carriera giornalistica nel 1920 a Londra da dove fu corrispondente del quotidiano romano “La Tribuna”, del quale diventò capo dei servizi esteri e inviato speciale.
Fu corrispondente da Roma del londinese “Daily Express” giornale tra i più importanti del mondo, ed ebbe corrispondenze fisse con “La folha de Sao Paulo”, il quotidiano più diffuso del Brasile e dell'America Latina, “La Naciòn” di Buenos Ayres, l'”Illustrazione italiana”, “Noi e il mondo”, “Risorgimento liberale” e l'EIAR a cui collaborò lungamente con conversazioni divenute popolarissime.
Importante la sua battaglia per l'Italianità di Malta.
Fece epoca il suo “colpo” giornalistico, nel Convegno di Monaco (1938), in un momento di spasmodica attesa, in cui poté comunicare al suo giornale, in prima mondiale, le decisioni della conferenza.
Fece servizi approfonditi sui Lapponi nomadi, sull'industrializzazione Americana, sulla Russia Sovietica, sul Giappone e l'Estremo Oriente.
Oltre alle corrispondenze di guerra. Nel 1920 consegue a Venezia la laurea in lettere (letteratura inglese) ottenendo il massimo dei voti con lode, pubblicazione della tesi e borsa di studio.
Si dedicò all'insegnamento dell'inglese presso la Facoltà di Scienze politiche dell'Università “La Sapienza” di Roma.
Parte del suo patrimonio bibliografico è stato donato alla Biblioteca Comunale "Filippo De Nobili" di Catanzaro.

### Carriera letteraria

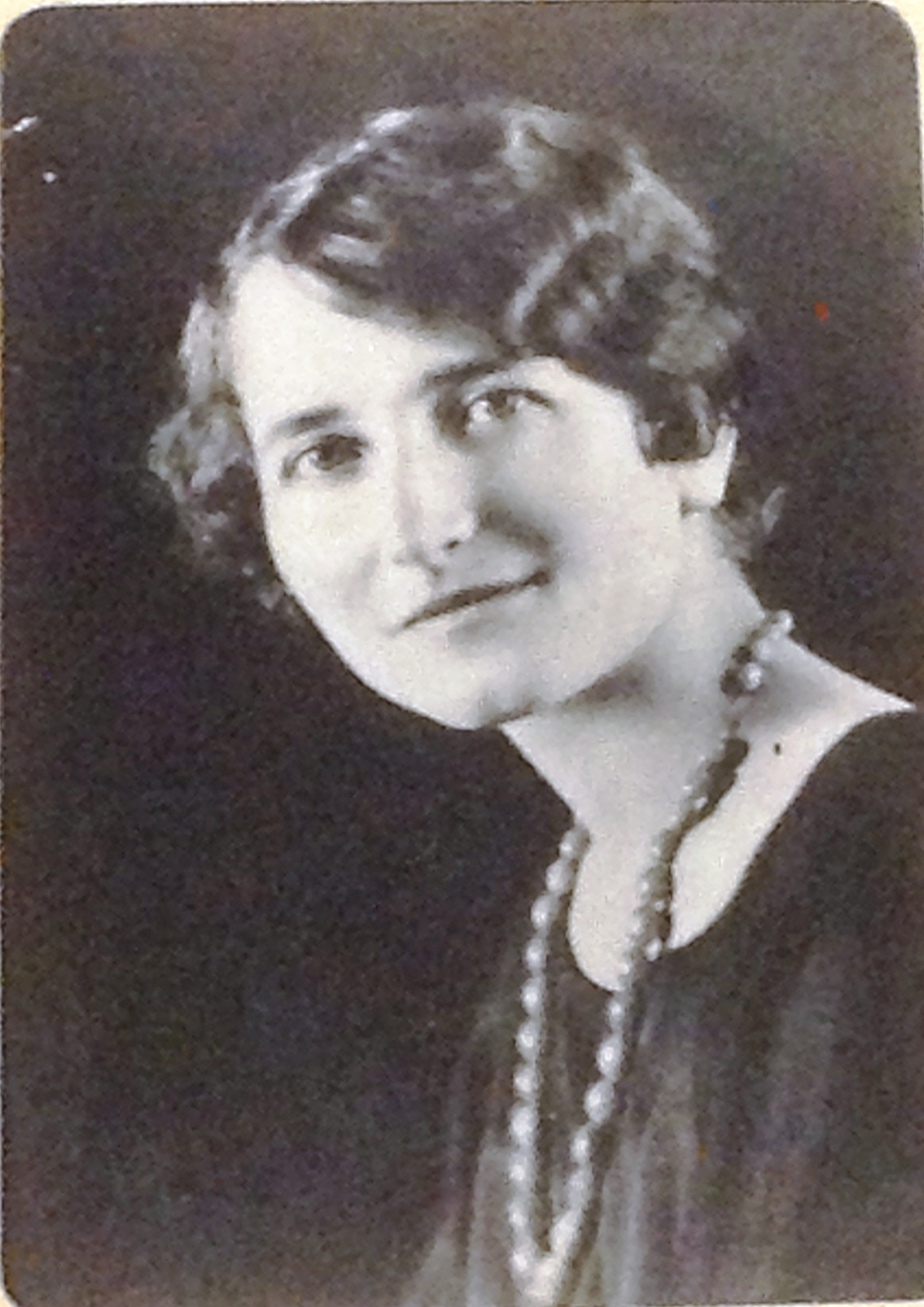
Marta Szuch Rydzewska nata a Varsavia il 24 marzo 1893 morta a Roma il 24 maggio 1976. Moglie di Guido Puccio

Convinto dell'errato insegnamento della fonetica inglese divulgò i suoi concetti con 31 pubblicazioni: Studio sui Sepolcri, The Son dramma in quattro atti, Perché Amleto non si uccide, I poeti laureati d'Inghilterra: John Masefield, Il singolare testamento di Bentham, Sbocchi impensati del superuomo dannunziano, Come penetrerai nella Repubblica di Andorra, Al centro della macchina sovietica, Esperienze nordamericane, I Lapponi nomadi, Shakespeare negli archivi di Chancery Lane, Viaggio nella memoria di un giornalista premiato dalla Presidenza del Consiglio dei ministri nel 1975, La questione della lingua italiana a Malta, Il conflitto anglo-maltese, Vita di Carmelo Borg Pisani, Lotta fra due mondi. Guido Puccio poeta è veramente notevole: Dal profondo, Frammenti di due vite, Parole sulle sabbia del 1930, Altre parole sulla sabbia. Nelle sue prose e poesia è sempre presente la moglie Marta scomparsa da pochi anni. Insignito della Medaglia D'Oro della Pubblica Istruzione per meriti culturali

## Opere
- Studi sui sepolcri del Foscolo e sulla poesia delle tombe. Catanzaro : Stab. tip. Gaetano Silipo, 1915;
- The son : a play in 4 acts. Salerno : Spadafora Publisher, 1923;
- La questione della Lingua italiana a Malta. Palermo : R. Sandron, 1928;
- Da "Le vergini delle rocce" all'Italia di Mussolini : sbocchi impensati del superuomo dannunziano. Roma : Tipografia Agostiniana, 1928;
- Parole sulla sabbia. Catanzaro : Guido Mauro, 1930;
- Al centro della macchina sovietica. Foligno : Franco Campitelli, 1930;
- Il conflitto anglo-maltese. Milano ; Roma : Treves-Treccani-Tumminelli, 1933;
- Alfonso Rendano. Roma : Signorelli, 1937;
- Malta italianissima. Roma : Edizioni maltesi, 1940;
- Appunti di fonetica inglese raccolti dalle lezioni di Guido Puccio / a cura di Umberto Cassinis e Dino Genta. Roma : D.u.s.a., Dispenze Universitarie Soc. An., 1940;
- Lotta fra due mondi. Roma : Edizioni italiane, stampa 1942;
- Fonetica e Lingua Inglese. Roma : V. Ferri, 1942;
- Vita di Carmelo Borg Pisani. Firenze : F. Le Monnier, 1943;
- Manuale di avviamento allo studio della lingua inglese : con fraseologia della lingua viva. Roma : Libreria dell'università di Tumminelli, 1944;
- Customs on the other side of the channel : abitudini d'oltre Manica. Roma : V. Bonacci, 1950;
- Possiamo vincere la pace / Paul Hoffman ; prefazione di Guido Puccio. Verona : Mondadori, 1951;
- Esperienze nord-americane. Roma : Cicogna, 1955;
- Possiamo vincere la pace / Paul Hoffman ; prefazione di Guido Puccio. Napoli : Edizioni scientifiche italiane, 1970;
- I lapponi nomadi. Estr. da: Nuova Antologia, n. 6, 1970;
- Altre parole sulla sabbia. Cosenza : Pellegrini, 1971;
- Shakespeare negli archivi di Chancery Lane. Fa parte di: Nuova Antologia : rivista di lettere, scienze ed arti , n.10(1972) , P. 230-244;
- Viaggio nella memoria di un giornalista : dal boia d'Inghilterra ai misteri di Hong Kong / prefazione di Enzo Biagi. Roma : La cultura, ©1974;
- Calavrisa sugnu e me ne vanto : cose della mia terra. Roma : Scena illustrata, stampa 1976;
- Voci dal profondo : Italia amara, Canti calabresi ed altri vers. Roma : Scena illustrata, 1976;
- Frammenti di due vite, L'uomo va verso l'autodistruzione, Nell'Italia e nel mondo ed altri versi. Roma : Scena illustrata, 1978;
- Guido Puccio : in una rievocazione di Carlo Vallauri. Roma : Scena illustrata, 2002;
- Una lezione di vita. Soveria Mannelli : Rubbettino, 2003;, su books.google.it.
- Un viaggio a piedi in Calabria / Arthur John Strutt ; introduzione di Guido Puccio. Soveria Mannelli : Rubbettino, 2011.